# زک بیلین

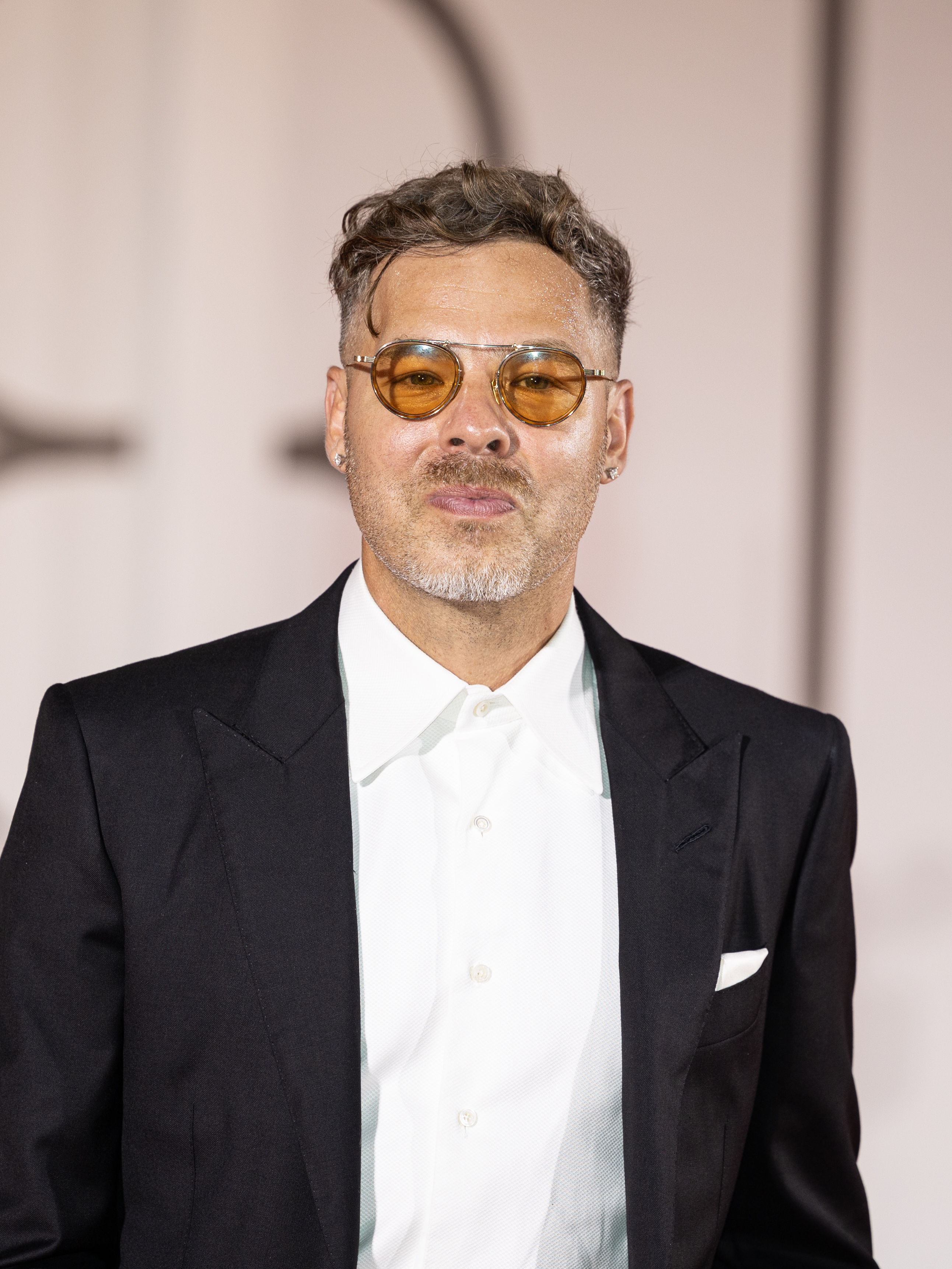
زک بیلین در هشتاد و یکمین جشنواره بین‌المللی فیلم ونیز

زک بیلین (انگلیسی: Zach Baylin) فیلم‌نامه‌نویس آمریکایی است که به عنوان نویسنده فیلم‌های شاه ریچارد و یکی از نویسندگان کرید ۳ شناخته می‌شود.

## زندگی و حرفه
بیلین بومی ویلمینگتون، دلاور است. او در مدرسه تاتنال حضور یافت و در سال ۲۰۰۲ از دانشگاه جانز هاپکینز فارغ التحصیل شد، جایی که او دو بار در تیم فوتبال آکادمیک سراسر آمریکا دریافت کرد.
پس از فارغ التحصیلی، بایلین به شهر نیویورک نقل مکان کرد، جایی که او به عنوان دستیار تولید و دکور برای فیلم‌ها و تلویزیون‌ها کار کرد.
او فیلمنامه را برای شاه ریچارد نوشت که در لیست سیاه بهترین فیلمنامه تولید نشده در سال ۲۰۱۸ قرار گرفت. این فیلم برای او نامزدی جایزه اسکار بهترین فیلمنامه اورجینال را به همراه داشت.
بیلین با کاترین تما ساسمن ازدواج کرده است که از او دو فرزند دارد.

## فیلم‌شناسی
- شاه ریچارد (۲۰۲۱)
- کرید ۳ (۲۰۲۳)
- گرن توریسمو (۲۰۲۳)
- کلاغ (۲۰۲۴)